# Casper Sloth
Casper Bisgaard Sloth (* 26. března 1992, Aarhus) je dánský fotbalový záložník a reprezentant, který hraje v klubu Leeds United. Technicky vybavený a tvořivý středopolař s dobrým držením míče.

## Klubová kariéra
Sloth debutoval za Aarhus v dánské lize 7. prosince 2009 ve věku 17 let v zápase proti týmu Esbjerg fB, kde nastoupil na hřiště v 76. minutě za stavu 1:1, tímto výsledkem střetnutí skončilo. Poprvé se zapsal do střeleckých statistik 1. května 2010 proti domácímu Silkeborg IF, kde dvěma góly přispěl k výhře Aarhusu 4:1. V říjnu 2012 získal ocenění Hráč měsíce v dánské lize.
V srpnu 2014 přestoupil do anglického klubu Leeds United.

## Reprezentační kariéra
26. ledna 2013 odehrál celý přátelský zápas s Kanadou (v USA), který Dánové vyhráli 4:0. Toto dánské mužstvo bylo složeno z hráčů dánské ligy, šlo tedy o neoficiální ligový výběr.

### A-mužstvo
V A-týmu Dánska zažil debut v přátelském utkání s Tureckem v Istanbulu 14. listopadu 2012, které skončilo remízou 1:1. Sloth odehrál první poločas.